# Asteroid troian al lui Marte

Grupul (arătat în verde) și grupul (albastru deschis) a Martelul și troienii Jupiterului arătați împreună cu orbitele Jupiterului și a planetelor interne. Marte este arătat în roșu. Orbita de în afară este cea a Jupiterului.

Animația a 1999 UJ7 relativ cu Soarele și Marte 1600-2500
Soare·
1999 UJ7·
Marte

Animația a 2007 NS2 relativ cu Soarele și Marte 1600-2500
Soare·
2007 NS2·
Marte

Troienii Martelui sunt un group de obiecte troiene care împart orbita planetei Marte în jurul Soarelui.